# René Cogny
René Jules Lucien Cogny (* 25. April 1904 in Saint-Valery-en-Caux; † 11. September 1968 nahe Nizza) war ein französischer General. Er hatte während des Indochinakriegs eine führende Rolle inne.

## Leben
Cogny trat als Artillerist in die französische Armee ein. Während der Niederlage Frankreichs 1940 geriet Cogny in Kriegsgefangenschaft. Nach seiner Entlassung war er Offizier in den Streitkräften des Regimes von Vichy. Ab 1942 war Cogny in der Résistance aktiv und wurde von den deutschen Behörden 1943 verhaftet und ins KZ Buchenwald verbracht. Aus seiner Haft im Konzentrationslager blieb Cogny eine lebenslange Gehbehinderung, weswegen er am Stock gehen musste. Nach dem Krieg unterrichtete er an der École superieur de Guerre.
Während des Indochinakriegs diente er als Chef des Militärkabinetts und war somit enger Mitarbeiter von General Jean de Lattre de Tassigny. Unter Raoul Salan kommandierte er die 2ème Division de marche du Tonkin. Von 1953 bis 1955 diente er als Oberbefehlshaber der französischen Truppen in Tonkin. Dabei kam es zu einem Zerwürfnis zwischen ihm und dem aktuellen Oberbefehlshaber Henri Navarre, insbesondere nach der Niederlage bei der Schlacht um Điện Biên Phủ.
Cogny schloss seine Karriere als Oberbefehlshaber der französischen Truppen in Zentralafrika ab. Er starb 1968 beim Absturz von Air-France-Flug 1611.